# Кусейла
Кусейла, Косейла (Цецилій), Аксіл (Аксел) (д/н — 686/688) — державний та військовий діяч Візантійської імперії. Очільник спротиву мусульманському загарбанню Північної Африки.

## Життєпис
Походив з римо-берберської родини, про що свідчить його ім'я — Цецилій, згодом перекручене арбами на Кусейла. Його батьком був Камрам (або Ламзам), але це арабський варіант імені (римо-берберське невідоме). За різними версіями був царем Авреса або Алтави, найбільш правдоподібною є перша гіпотеза, оскільки в подальшому саме Аврес стали опорою Кусейли. Також висувається гіпотеза, що правив в Волюбілісі (західна частина Мавретанії Першої). Арабські джерела вказують його походження з племені ауреба.
Брав участь у боротьбі з арабами з 681 року. 683 року потрапив у полон, але зміг втекти. Кусейла зумів об'єднати племена санхаджа і бенарес. 683 році завдав поразки Укбі ібн Нафі та Абу-л-Мухаджиру в битві при Вескере (сучасна Біскра), внаслідок чого обидва арабських військовика загинули. Невдовзі після цього Кусейла в битвібіля Кабіса завдав поразки берберським племенам борт, зената і маграва, які були союзниками арабів. Внаслідок цього вдалося звільнити від загарбників Нумідію і Бізацену. Бербери, що перед тим прийняли іслам, зреклися його. Кусейла зайняв нещодавно заснований арабами Кайруан, де став володарювати. На деякий час навіть зайняв Карфаген, де ймовірно отримав титул екзарха берберів і посаду magister militum Africae (військового магістра Африки).
За різними відомостями у 686 або 687 році проти Кусейли виступив арабський полководець Зухайр ібн Каїс. Битва з ним відбулася за різними даними 688, 689 або 690 року біля Мамми (Мемса), неподалік Кейруана. В ній Кусейла зазнав повної поразки й загинув. Наслідком було завоювання більшості Африканського екзархату арабами. Боротьбуз арабами продовжила Кахіна